# Vostok 4
För andra betydelser, se Vostok (olika betydelser).
Vostok 4 (ryska: Восток-4) var ett uppdrag i det sovjetiska rymdprogrammet. Det var den fjärde bemannade färden i Vostokprogrammet. Vostok 4 sköts upp den 12 augusti 1962 från Bajkonur  med kosmonauten Pavel Popovitj ombord. Den sköts upp en dag efter Vostok 3 – den första gången ett bemannat rymdskepp befann sig i omloppsbana med ett annat. De två kapslarna kom 5 km ifrån varandra och kontakt mellan skeppen kunde etableras.

## Flygningen
Uppdraget gick i stort sett enligt planerna, förutom ett problem i Vostoks livsuppehållande system som gjorde att temperaturen i kabinen gick ner till 10 °C. Uppdraget avbröts tidigt, efter ett missförstånd hos markkontrollen, som trodde att Popovitj hade givit dem ett kod-ord som betydde att uppdraget skulle förkortas.
Eter nästan tre dagar i omloppsbana runt joden återinträdde farkosten i jordens atmosfär. Vostok 3 och 4 landade ungefär 200 km från varandra, söder om Qaraghandy, i Kazakstan.
Kapseln som användes vid återinträdet visas nu på NPO Zvezda-museet i Moskva; den har dock modifierats för att representera Voschod 2-kapseln.

## Besättning
Ordinarie
- Pavel Popovitj

Backup
- Vladimir Komarov

Reserv
- Boris Voljnov